# Einfamilienhaus Bernhard Hartmann
Das Einfamilienhaus für den Fabrikanten Bernhard Hartmann liegt in der Lindenaustraße 4 im Stadtteil Niederlößnitz der sächsischen Stadt Radebeul. Es wurde im Jahr 1933 auf einem der Bauplätze der Villenkolonie Altfriedstein errichtet.

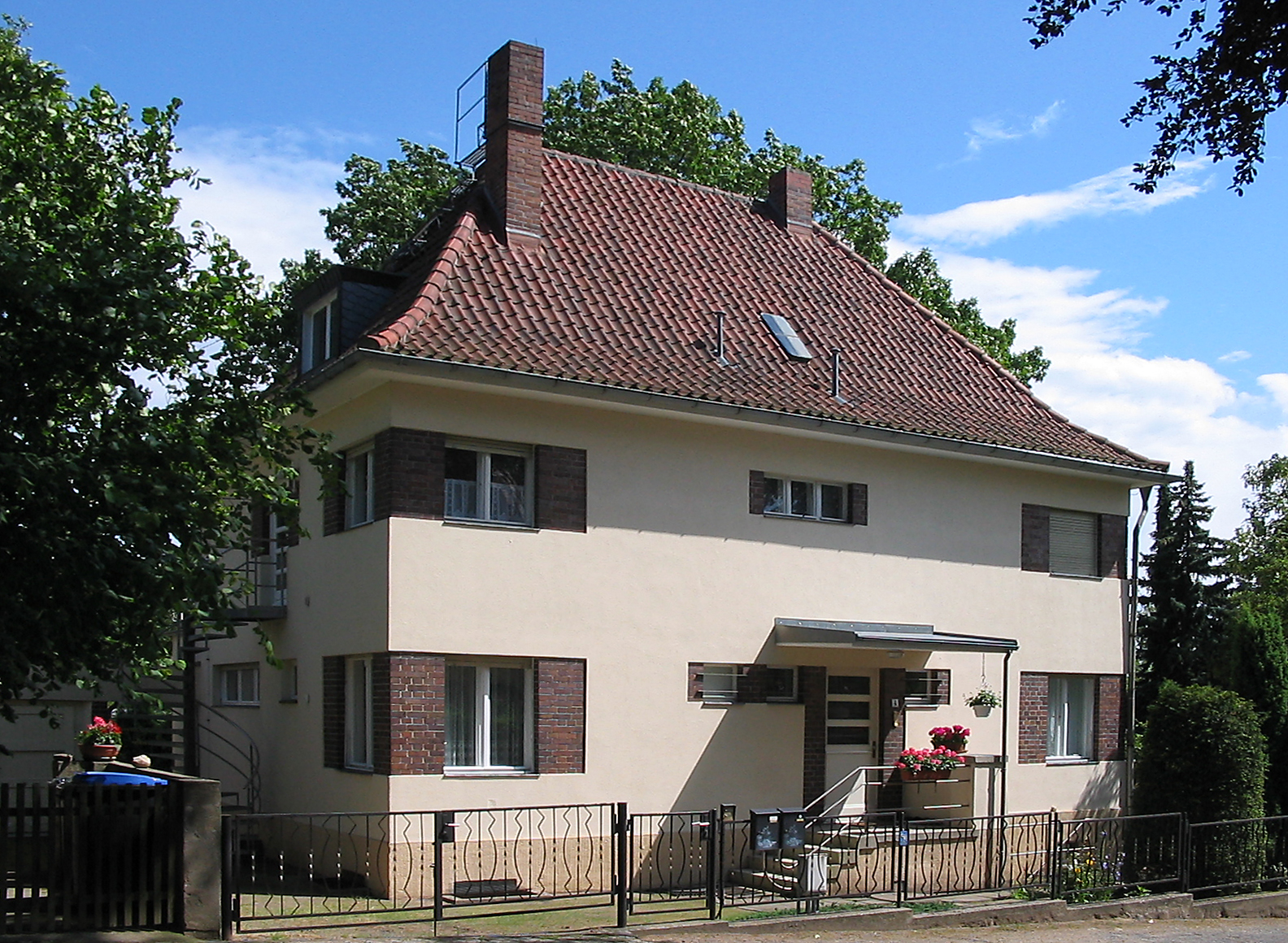
Einfamilienhaus Bernhard Hartmann. Links die Wendeltreppe zum Eingang im Obergeschoss

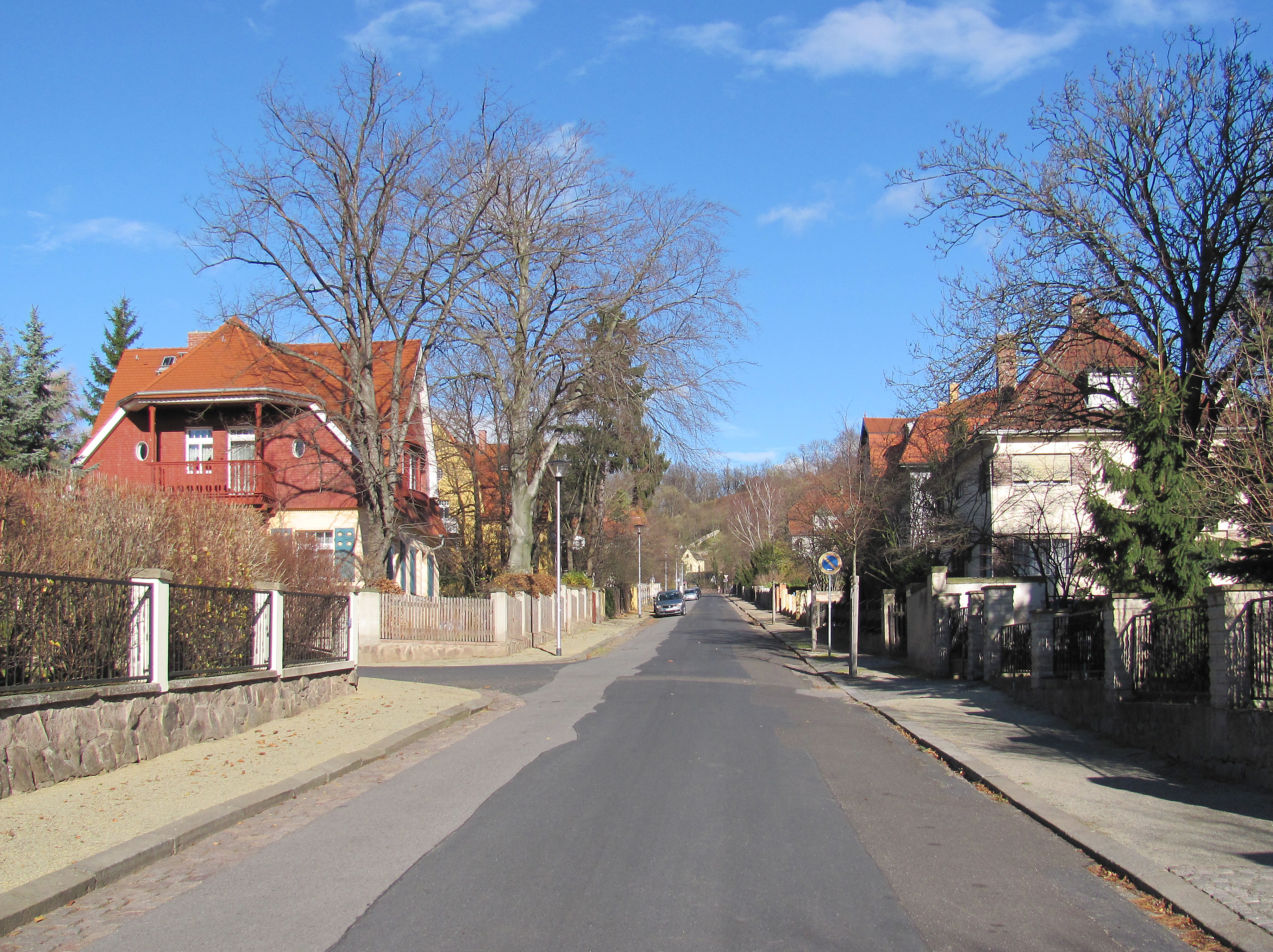
Südseite des Wohnhauses auf der rechten Straßenseite, gegenüber das Landhaus Lutzmann

## Beschreibung
Im Juli 1933 beantragte der Fabrikant Dr.-Ing. Bernhard Hartmann den Bau eines Einfamilienhauses für sich. Die Bauleitung erfolgte durch den Regierungsbauführer Ulrich Wendt aus Dresden-Loschwitz. Nachdem im November 1933 die Ingebrauchnahmegenehmigung erging, folgte 1935 noch der Bau einer Garage.
Das unter Denkmalschutz stehende, zweigeschossige Gebäude hat ein steiles Walmdach, die danebenliegende Garage ein Flachdach.
Der Eingang mit einer Freitreppe und einer überdachenden Kragplatte liegt in der Mitte der Straßenansicht. Die Fenster sind an die Gebäudekanten gerückt, sie werden beidseitig durch geklinkerte Flankenfelder gefasst. In der Gartenansicht findet sich ein massiver Verandenanbau mit Austritt obenauf, die Fenster in dieser Ansicht sind meist liegend ausgeführt.
Die Kubatur und die Ausbildung der Fassaden des auf einem Betonsockel stehenden Putzbaus zeigen Anklänge an den Stil der Neuen Sachlichkeit.
Heute weist das Wohnhaus zwei Wohneinheiten auf: Das Obergeschoss hat auf der Nordseite eine eigene Eingangstür, zu der eine eiserne Wendeltreppe hochführt.